# Albert Welti
Albert Welti (Zurigo, 18 febbraio 1862 – Berna, 7 giugno 1912) è stato un pittore e incisore svizzero.

## Biografia
Allievo di J.K. Werdmüller che gli insegna le tecniche d'incisione su rame, nel 1881 si trasferisce a Monaco di Baviera dove nel 1882 frequenta l'Accademia.
Nel 1886 fa ritorno a Zurigo e diviene allievo di Arnold Böcklin dal 1888 al 1891 rimanendone fortemente influenzato, per elaborare poi uno proprio stile ricco di fantasia e di amore per la natura.
Artista indipendente, è sostenuto dal mecenate Rose von Doehlau ed è amico di Hermann Hesse.
Nel 1895 si stabilisce nei pressi di Monaco e si perfeziona nell'incisione. Viaggia in Svizzera, a Berlino e Dresda (1897) e in Italia (1899).
Esegue dipinti ufficiali per il Consiglio confederale 1908. Nel 1912 è insignito del dottorato ad honorem dall'Università di Zurigo. Muore a Berna nello stesso anno.
Il Kunsthaus di Zurigo e il Kunstmuseum di Basilea gli dedicarono una retrospettiva nel 1912.

## Galleria d'immagini

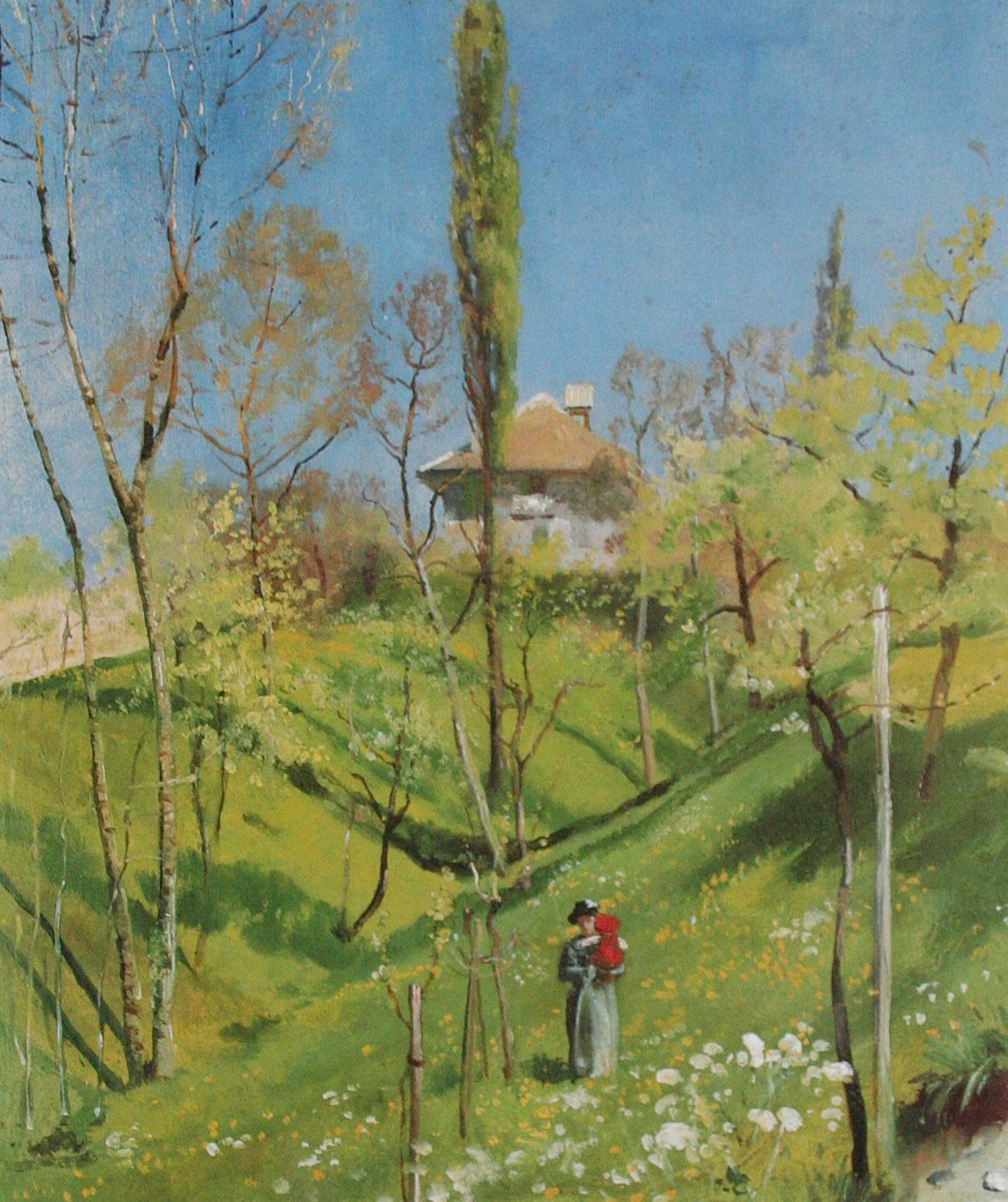
Der Tobelhof in Höngg, 1895
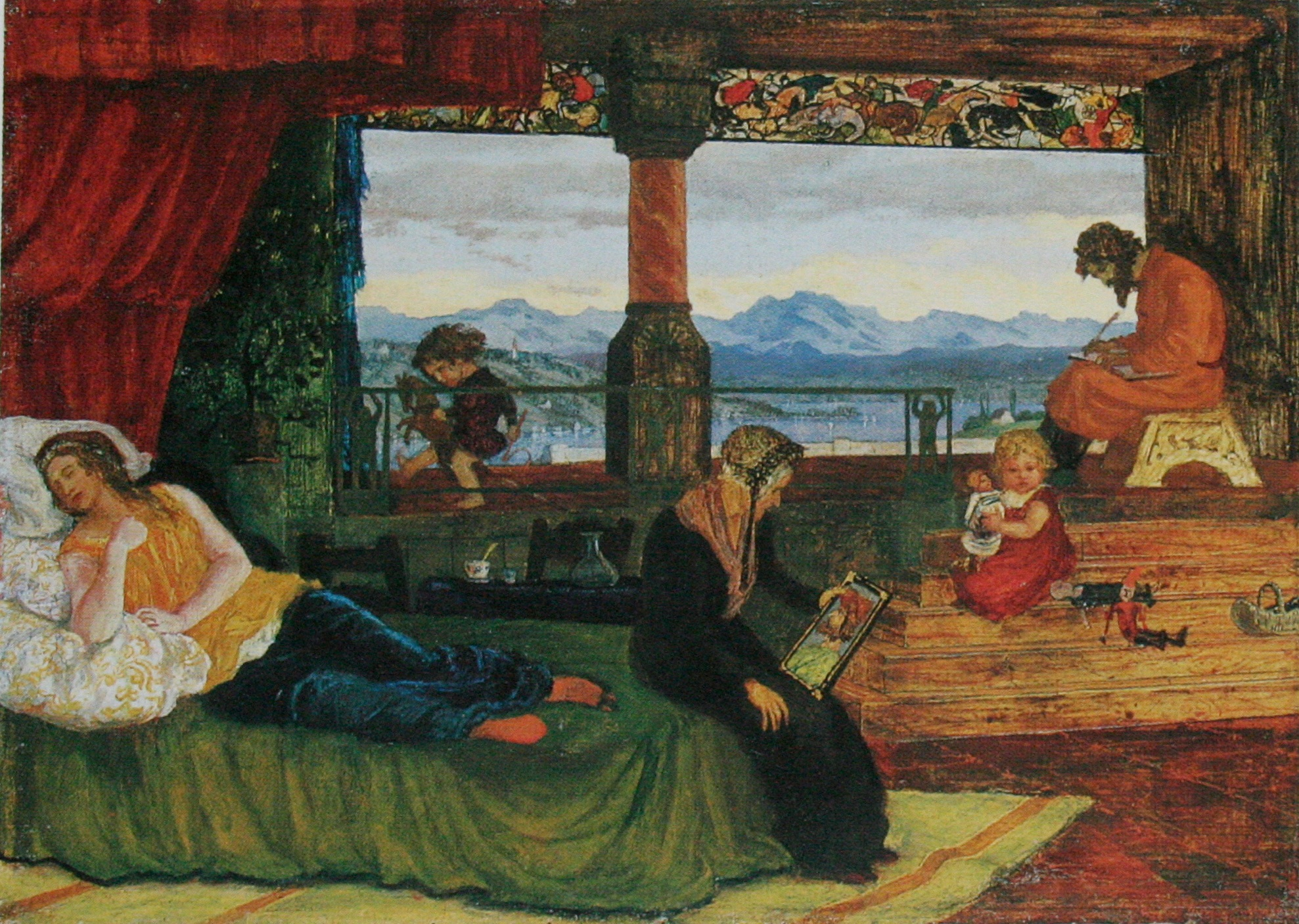
Haus der Träume, 1897
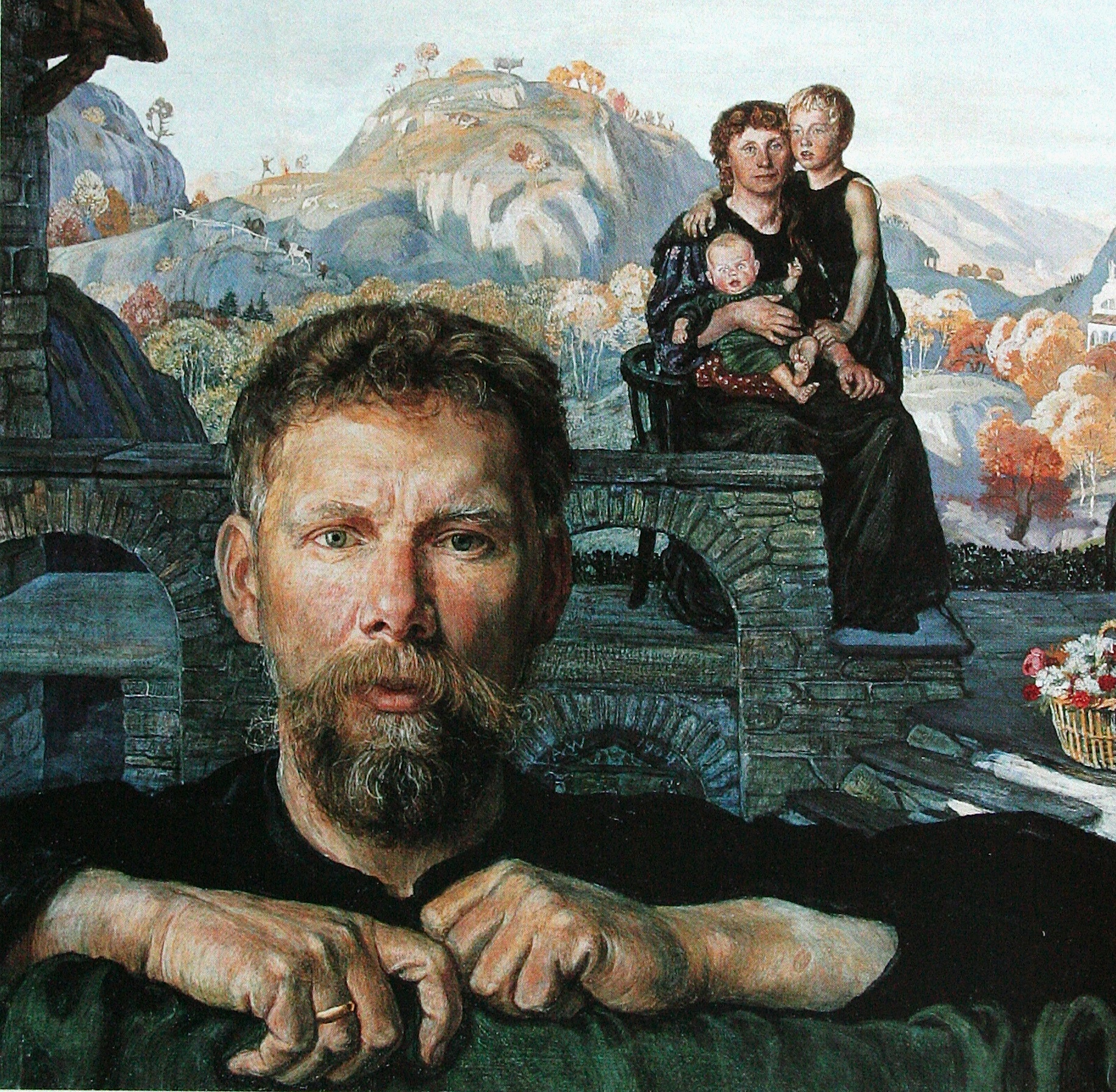
Familienbild, 1903
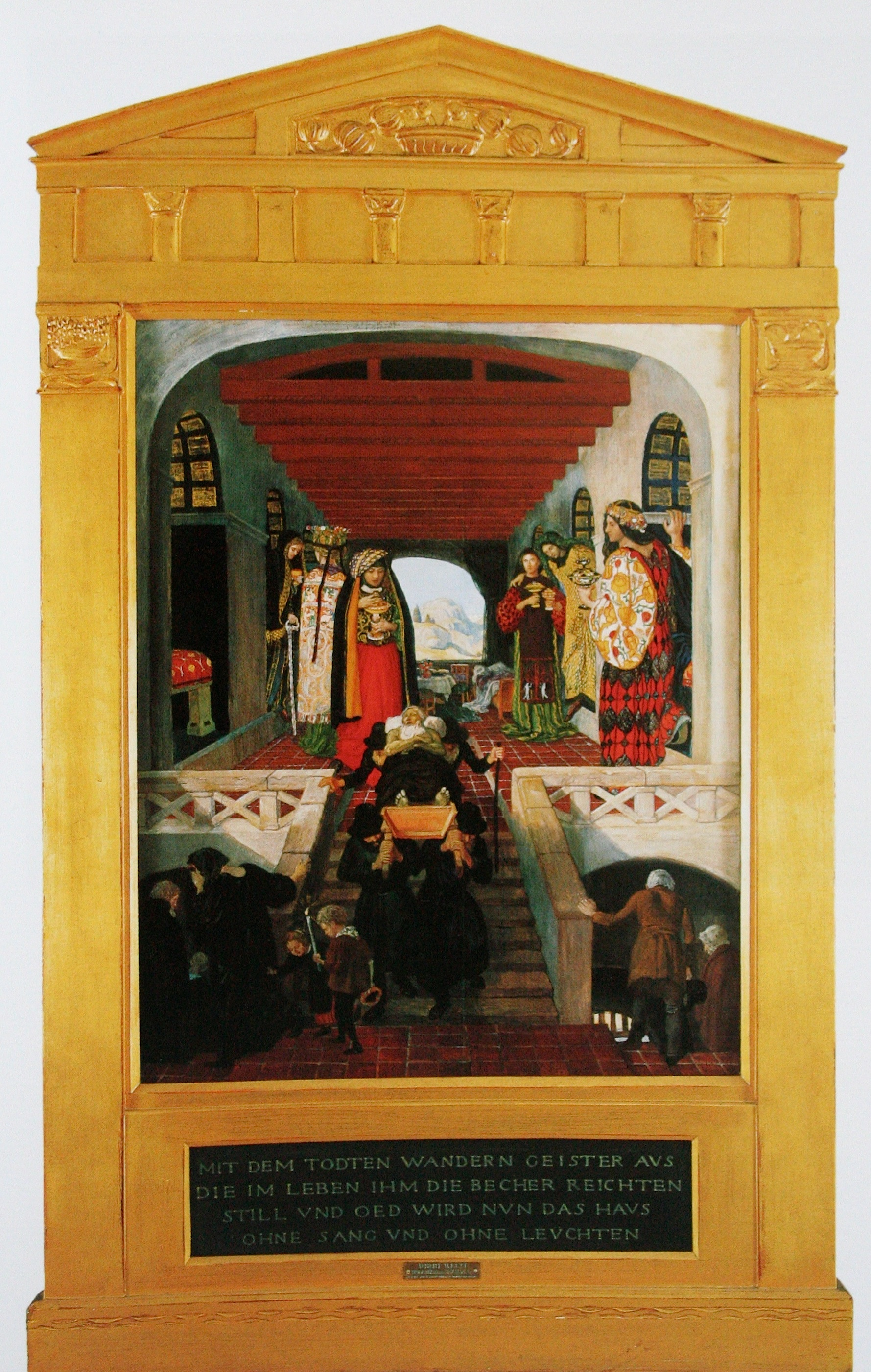
Auszug der Penaten, 1905
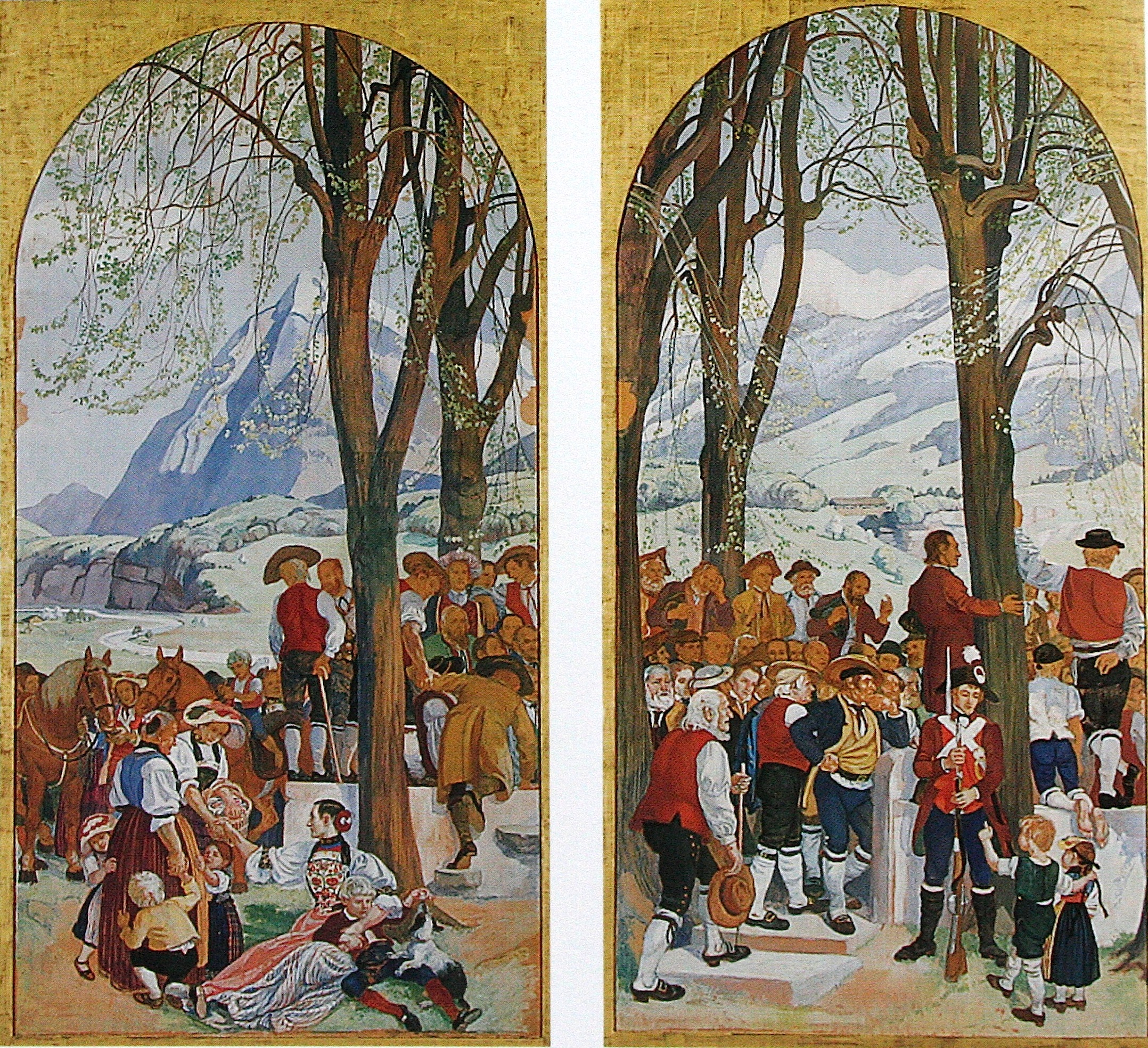
Landsgemeinde, 1912
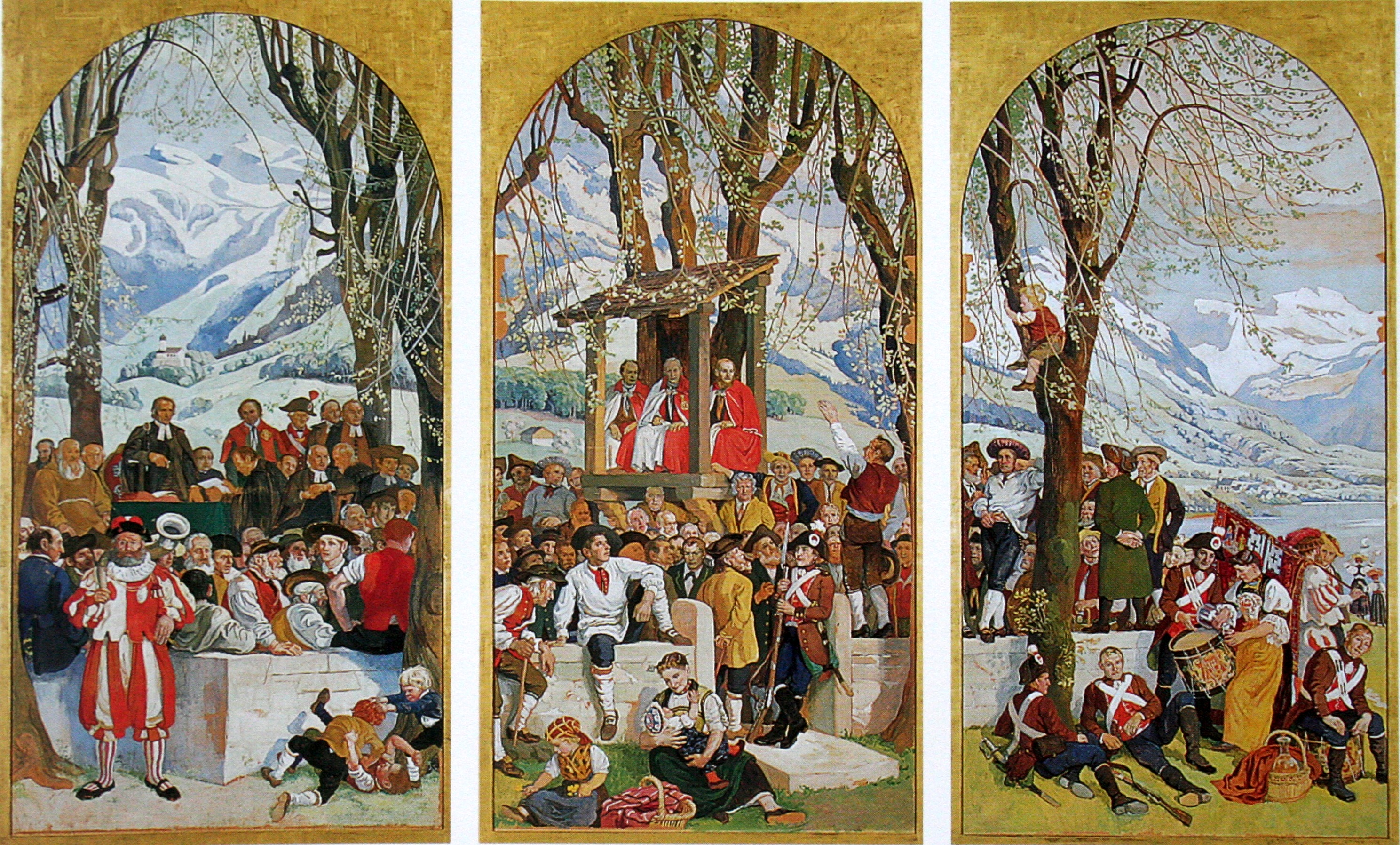
Landsgemeinde, 1912
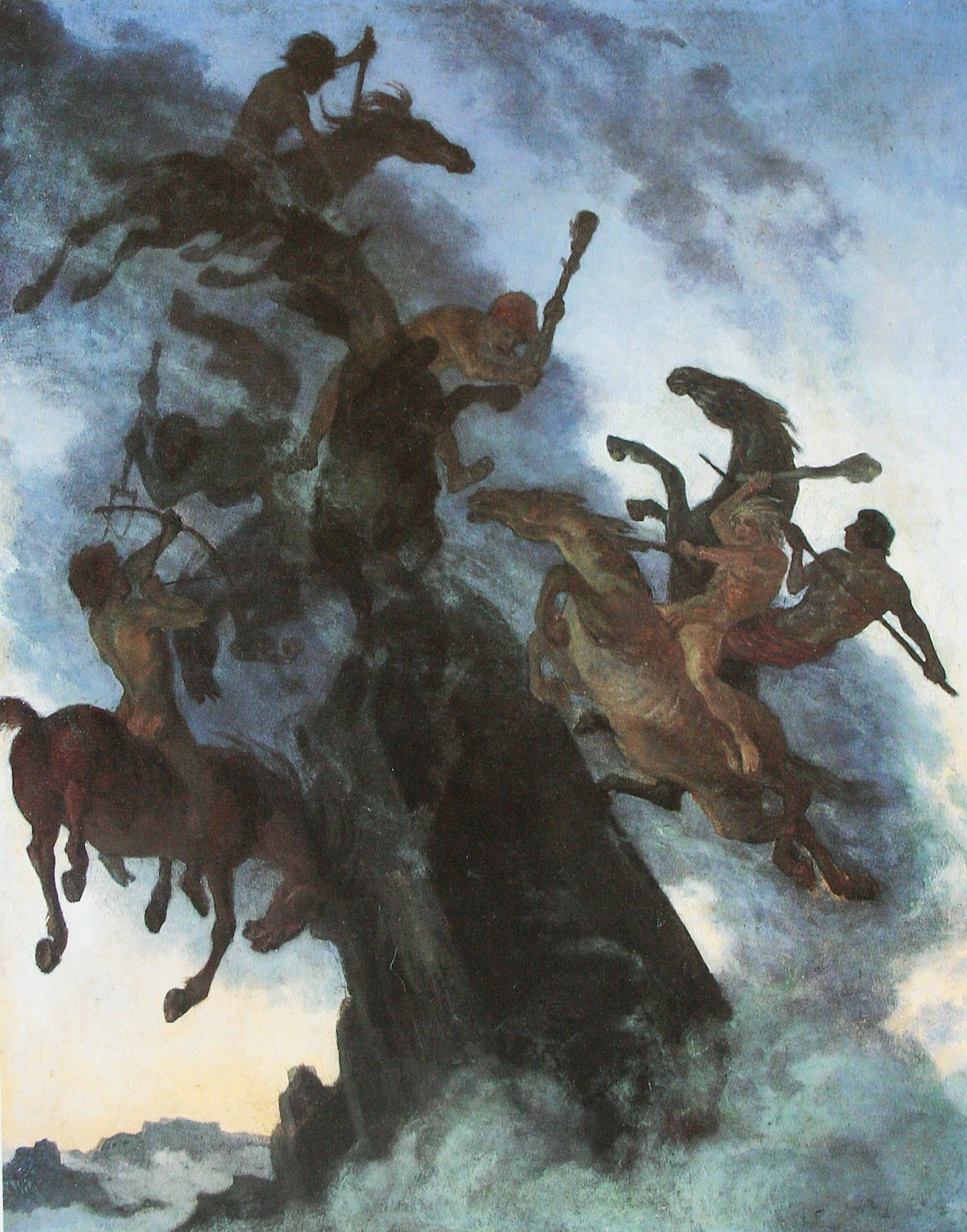
Nebelreiter, 1896
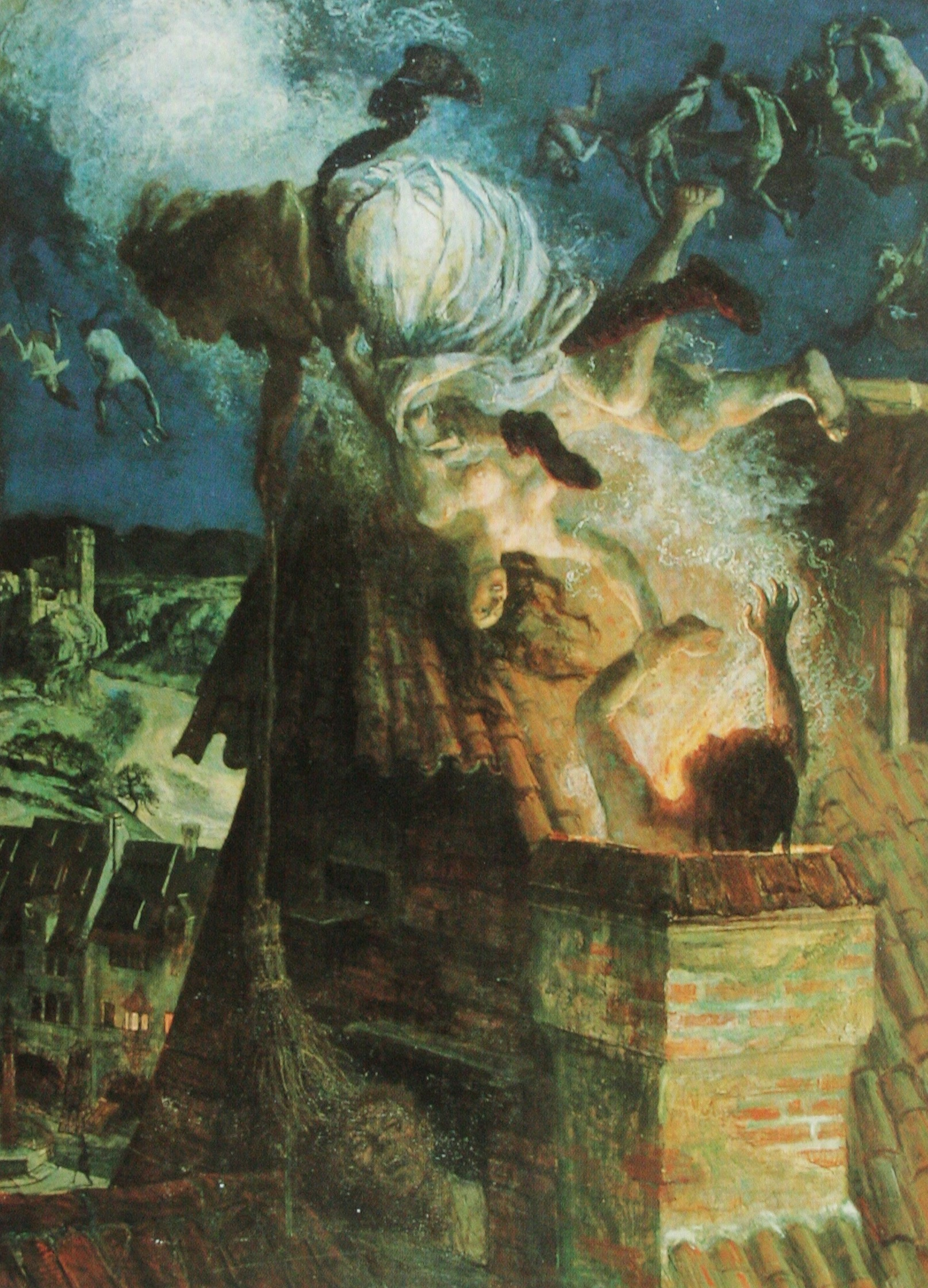
Walpurgisnacht, 1897